# Carlo II Cybo-Malaspina
Carlo II Cybo-Malaspina (Massa, 9 giugno 1631 – Massa, 7 dicembre 1710), figlio di Alberico II Cybo-Malaspina, fu il secondo duca di Massa e principe di Carrara (1690–1710).

## Biografia
Portava anche i titoli di principe del Sacro Romano Impero, quarto duca di Ferentillo, terzo Duca di Ajello, conte palatino del Laterano, barone di Paduli, signore sovrano di Moneta ed Avenza, signore di Lago, Laghitello, Serra e Terrati, barone romano, patrizio romano e patrizio genovese, patrizio di Pisa e Firenze, patrizio napoletano, nobile di Viterbo.
Sposò a Roma nel 1673 Donna Teresa Pamphili (Roma, 14 ottobre 1654 - Massa, 7 agosto 1704), figlia di don Camillo Francesco Maria Pamphili, principe di San Martino al Cimino e Valmontone e duca di Carpineto, e di Donna Olimpia Aldobrandini.
È sepolto nel Duomo di Massa.

## Discendenza
Carlo e Teresa ebbero dieci figli:
- Alberico III (Massa, 30 agosto 1674 - Agnano, 20 novembre 1715), Duca di Massa e Principe di Carrara;
- Fulvia (Massa, 26 novembre 1675 - Massa, nel marzo del 1677);
- Olimpia Maria, Monaca Clarissa nel Monastero di Santa Chiara di Massa (Massa, 8 ottobre 1676 - Massa, 13 settembre 1751);
- Maria Maddalena Innocenza (Massa, 13 novembre 1677 - Massa, 20 luglio 1678);
- Fulvia Maria, Monaca Clarissa nel Monastero di Santa Chiara di Massa (Massa, 9 giugno 1679 - Massa 2 aprile 1753);
- Camillo (Massa, 25 aprile 1681 - Roma, 12 gennaio 1743, sepolto nella Cappella Cybo della Chiesa dei Santi Dodici Apostoli a Roma. Avviato alla carriera ecclesiastica (Presidente della Camera Apostolica nel 1705, Chierico della Camera Apostolica nel 1707) alla prematura morte senza eredi del fratello maggiore Alberico III con un atto sottoscritto a Montefiascone il 2 dicembre 1715 (e ratificato a Roma il 21 febbraio 1716 cede al fratello minore Alderano I tutti Diritti al Trono ed i titoli, mantenendo per sé le entrate feudali ed allodiali provenienti dal Regno di Napoli. In seguito diviene Patriarca Titolare di Costantinopoli l'11 febbraio 1718, Prelato Assistente al Soglio Pontificio il mese seguente, Maggiordomo Pontificio e Prefetto dei Sacri Palazzi Apostolici nel 1725, cardinale di Santa Romana Chiesa il 23 marzo 1729 ( con Titolo di Santo Stefano al Monte Celio fino al 1731, di Santa Maria del Popolo fino al 1741, e di Santa Maria degli Angeli alle Terme fino alla morte) e Gran Priore di Roma dell'Ordine Gerosolimitano dal 1730 al 1731;
- Maria Maddalena, Monaca Clarissa nel Monastero di Santa Chiara di Massa (Massa, 10 febbraio 1683 - Massa, 26 agosto 1765);
- Principessa Donna Vittoria Teresa, Monaca Clarissa nel Monastero di Santa Chiara di Massa (Massa, 9 agosto 1684 - Massa, 11 luglio 1739);
- Alderano Giacomo, Patrizio Romano e Patrizio Genovese, Patrizio di Pisa e Firenze, Patrizio Napoletano, Nobile di Viterbo (Massa, 28 aprile 1686 - Massa, nell'ottobre 1687);
- Alderano I (Massa 22 luglio 1690 - Massa, 18 agosto 1731), Duca di Massa e Principe di Carrara.

A questi si aggiunge una figlia illegittima e di madre ignota:
- Giulia Maria (1663 - Massa, 25 luglio 1673).

## Ascendenza
|                                    |                                  |                                        | Genitori                             |  |  | Nonni |  |  | Bisnonni                |  |  | Trisnonni                 |  |
|                                    |                                  |                                        |                                      |  |  |       |  |  | Alderano Cybo-Malaspina |  |  | Alberico I Cybo-Malaspina |  |
|                                    |                                  |                                        |                                      |  |  |       |  |  | Alderano Cybo-Malaspina |  |  | Alberico I Cybo-Malaspina |  |
|                                    |                                  | Elisabetta della Rovere                |                                      |  |  |       |  |  | Alderano Cybo-Malaspina |  |  |                           |  |
| Carlo I Cybo-Malaspina             |                                  |                                        |                                      |  |  |       |  |  | Alderano Cybo-Malaspina |  |  |                           |  |
|                                    |                                  | Marfisa d'Este                         | Francesco d'Este                     |  |  |       |  |  |                         |  |  |                           |  |
|                                    |                                  | Marfisa d'Este                         | Francesco d'Este                     |  |  |       |  |  |                         |  |  |                           |  |
|                                    |                                  | Marfisa d'Este                         | …                                    |  |  |       |  |  |                         |  |  |                           |  |
| Alberico II Cybo-Malaspina         |                                  | Marfisa d'Este                         |                                      |  |  |       |  |  |                         |  |  |                           |  |
|                                    |                                  | Giannettino Spinola, patrizio genovese | Niccolò Spinola, patrizio genovese   |  |  |       |  |  |                         |  |  |                           |  |
|                                    |                                  | Giannettino Spinola, patrizio genovese | Niccolò Spinola, patrizio genovese   |  |  |       |  |  |                         |  |  |                           |  |
|                                    |                                  | Giannettino Spinola, patrizio genovese | Placida Doria, patrizia genovese     |  |  |       |  |  |                         |  |  |                           |  |
| Brigida Spinola, patrizia genovese |                                  | Giannettino Spinola, patrizio genovese |                                      |  |  |       |  |  |                         |  |  |                           |  |
|                                    |                                  | Diana De Mari, patrizia genovese       | Stefano De Mari, patrizio genovese   |  |  |       |  |  |                         |  |  |                           |  |
|                                    |                                  | Diana De Mari, patrizia genovese       | Stefano De Mari, patrizio genovese   |  |  |       |  |  |                         |  |  |                           |  |
|                                    |                                  | Diana De Mari, patrizia genovese       | Veronica Grimaldi, patrizia genovese |  |  |       |  |  |                         |  |  |                           |  |
| Carlo II Cybo-Malaspina            |                                  | Diana De Mari, patrizia genovese       |                                      |  |  |       |  |  |                         |  |  |                           |  |
|                                    | Ludovico II Pico della Mirandola | Galeotto II Pico della Mirandola       |                                      |  |  |       |  |  |                         |  |  |                           |  |
|                                    | Ludovico II Pico della Mirandola | Galeotto II Pico della Mirandola       |                                      |  |  |       |  |  |                         |  |  |                           |  |
|                                    | Ludovico II Pico della Mirandola | Ippolita Gonzaga                       |                                      |  |  |       |  |  |                         |  |  |                           |  |
| Alessandro I Pico della Mirandola  | Ludovico II Pico della Mirandola |                                        |                                      |  |  |       |  |  |                         |  |  |                           |  |
|                                    |                                  | Fulvia da Correggio                    | Ippolito da Correggio                |  |  |       |  |  |                         |  |  |                           |  |
|                                    |                                  | Fulvia da Correggio                    | Ippolito da Correggio                |  |  |       |  |  |                         |  |  |                           |  |
|                                    |                                  | Fulvia da Correggio                    | Chiara da Correggio                  |  |  |       |  |  |                         |  |  |                           |  |
| Fulvia Pico della Mirandola        |                                  | Fulvia da Correggio                    |                                      |  |  |       |  |  |                         |  |  |                           |  |
|                                    |                                  | Cesare d'Este                          | Alfonso d'Este                       |  |  |       |  |  |                         |  |  |                           |  |
|                                    |                                  | Cesare d'Este                          | Alfonso d'Este                       |  |  |       |  |  |                         |  |  |                           |  |
|                                    |                                  | Cesare d'Este                          | Giulia Della Rovere                  |  |  |       |  |  |                         |  |  |                           |  |
| Laura d'Este                       |                                  | Cesare d'Este                          |                                      |  |  |       |  |  |                         |  |  |                           |  |
|                                    |                                  | Virginia de' Medici                    | Cosimo I de' Medici                  |  |  |       |  |  |                         |  |  |                           |  |
|                                    |                                  | Virginia de' Medici                    | Cosimo I de' Medici                  |  |  |       |  |  |                         |  |  |                           |  |
|                                    |                                  | Virginia de' Medici                    | Camilla Martelli                     |  |  |       |  |  |                         |  |  |                           |  |
|                                    |                                  | Virginia de' Medici                    |                                      |  |  |       |  |  |                         |  |  |                           |  |